# Kenny Clarke
Kenneth Spearman Clarke (Pittsburg; 9 de enero de 1914-París; 26 de enero de 1985) fue un baterista estadounidense de jazz.
Músico altamente influyente que ayudó a definir la batería dentro del bebop. Fue el primero en cambiar el ritmo que controlaba la entrada y salida desde el tambor bajo hacia el címbalo, una innovación que ha sido copiada y utilizada por un número incontable de baterías desde principios de la década de 1940.
Durante su etapa escolar, Clarke tocaba el vibráfono, el piano y el trombón, además de la batería. Tras tocar con Roy Eldridge (1935) y la Jeter-Pillars band, Clarke se unió a la big band de Edgar Hayes (1937-1938). Hizo su grabación de debut con Hayes y demostró ser uno de los baterías con más swing de la época. Una gira europea con Hayes le proporcionó a Clarke la oportunidad de liderar su propia sesión. Siguieron colaboraciones con las orquestas de Claude Hopkins (1939) y Teddy Hill (1940-1941) y después dirigió la banda del Minton's Playhouse (en la que estaba Thelonious Monk).
Las legendarias sesiones after-hours estuvieron llenas de bop y fue durante esta época que Clarke modernizó su estilo y recibió el apodo de "Klook-Mop" (más tarde abreviado como "Klook") debido a las bombs irregulares que tocaba más allá de los solistas. Batería flexible, Clarke tuvo todavía la posibilidad de participar con las orquestas tradicionales de Louis Armstrong y Ella Fitzgerald (1941), y con los combos de Benny Carter (1941-1942), Red Allen and Coleman Hawkins. También grabó con Sidney Bechet. Sin embargo, tras su servicio militar, Clarke se centró en el campo del bebop, trabajando con la big band de Dizzy Gillespie y dirigiendo su propia sesión moderna. Coescribió "Epistrophy" con Monk y "Salt Peanuts" con Gillespie. Clarke trabajó a finales de la década de 1940 en Europa, estuvo con Billy Eckstine en Estados Unidos en 1951 y fue miembro original del Modern Jazz Quartet (1951-1955).  No obstante, se sintió demasiado atado a su música y abandonó el Modern Jazz Quartet para trabajar de forma libre, participando en multitud de grabaciones durante 1955 y 1956, sobre todo con Miles Davis.
En 1956, Clarke se marchó a Francia donde se asentó, colaboró con todas las estrellas americanas que se acercaron de gira a Europa y tocó con Bud Powell y Oscar Pettiford en un trío llamado The Three Bosses (1959-1960). En París, en 1957, fue llamado por Miles Davis para participar en la banda sonora de la película Ascenseur pour l'échafaud, del director Louis Malle. Clarke fue colíder con Francy Boland de una legendaria big band, el Kenny Clarke/Francy Boland Big Band, formada por grandes estrellas (1961-1972). Después de 1968, Kenny Clarke trabajó durante 10 años con el clarinetista y compositor francés Jean-Christian Michel.

## Discografía

### Como líder
- Special Kenny Clarke 1938-1959 (Jazz Muse) con Benny Bailey, Clark Terry, Hubert Fol, Lucky Thompson, Tommy Scott, Art Simmons, Jimmy Gourley, Pierre Michelot.
- Telefunken Blues (Savoy Records, 1955)  con Henry Coker, Frank Morgan, Frank Wess, Milt Jackson, Percy Heath.
- Bohemia After Dark (Savoy, 1955)  con Cannonball Adderley, Nat Adderley, Jerome Richardson, Hank Jones, Horace Silver, Paul Chambers.
- Jazz Men Detroit (Savoy, 1956)  con Pepper Adams, Kenny Burrell, Tommy Flanagan, Paul Chambers.
- Plays André Hodeir (Philips, 1956)  con Roger Guérin, Billy Byers, Pat Peck, Hubert Rostaing, Martial Solal, René Urtreger, P. Michelot.
- The Golden 8 (Blue Note, 1961)  con Dusko Gojkovic, Raymond Droz, Christian Kellens, Derek Humble, Karl Drevo,  Francy Boland, Jimmy Woode.
- Pieces of Time (Soul Note, 1983) Andrew Cyrille, Don Moye y Milford Graves.

### Con el Modern Jazz Quartet
- The Quartet (Savoy Records - Nippon Columbia) (1952)
- M.J.Q. (Prestige Records) (1952)
- An Exceptional Encounter (1953)
- Django (1953)

### Con Jean-Christian Michel
- Musique sacrée (Barclay, 1968 )
- JQM (General Records, 1972 )
- Ouverture spatiale (General Records, 1975)
- Eve des Origines (General Records, 1976 )
- Port-Maria (General Records, 1978 )

### Como sideman
Con Miles Davis
- Walkin' (1954)
- Blue Haze (1954)
- Miles Davis Volume 1 (1955)
- Miles Davis and Horns (1956)
- Bags' Groove (1957)
- Banda sonora de la película Ascenseur pour l'échafaud (1957)
- Miles Davis and the Modern Jazz Giants (1958)

Con Kenny Burrell
- Introducing Kenny Burrell (Blue Note, 1956)